# وفاة سبستيان بنييرا وجنازته الرسمية
توفي سبستيان بنييرا، رئيس تشيلي السابق، في 6 فبراير 2024 في حادث مروحية أثناء قضاء إجازة في بلدية لاغو رانكو، الواقعة في منطقة لوس ريوس التشيلية الجنوبية. تحطمت المروحية على بعد حوالي 40 متر (130 قدم) من الشاطئ الجنوبي لـبحيرة رانكو في إيليوي، شرق لاغو رانكو. كان عمره 74 عامًا.
في وقت لاحق من ذلك المساء، أعلن الرئيس غابرييل بوريك، في خطاب من لا مونيدا، عن ثلاثة أيام من الحداد الوطني وأعلن أن بينييرا سيحصل على جنازة دولة.

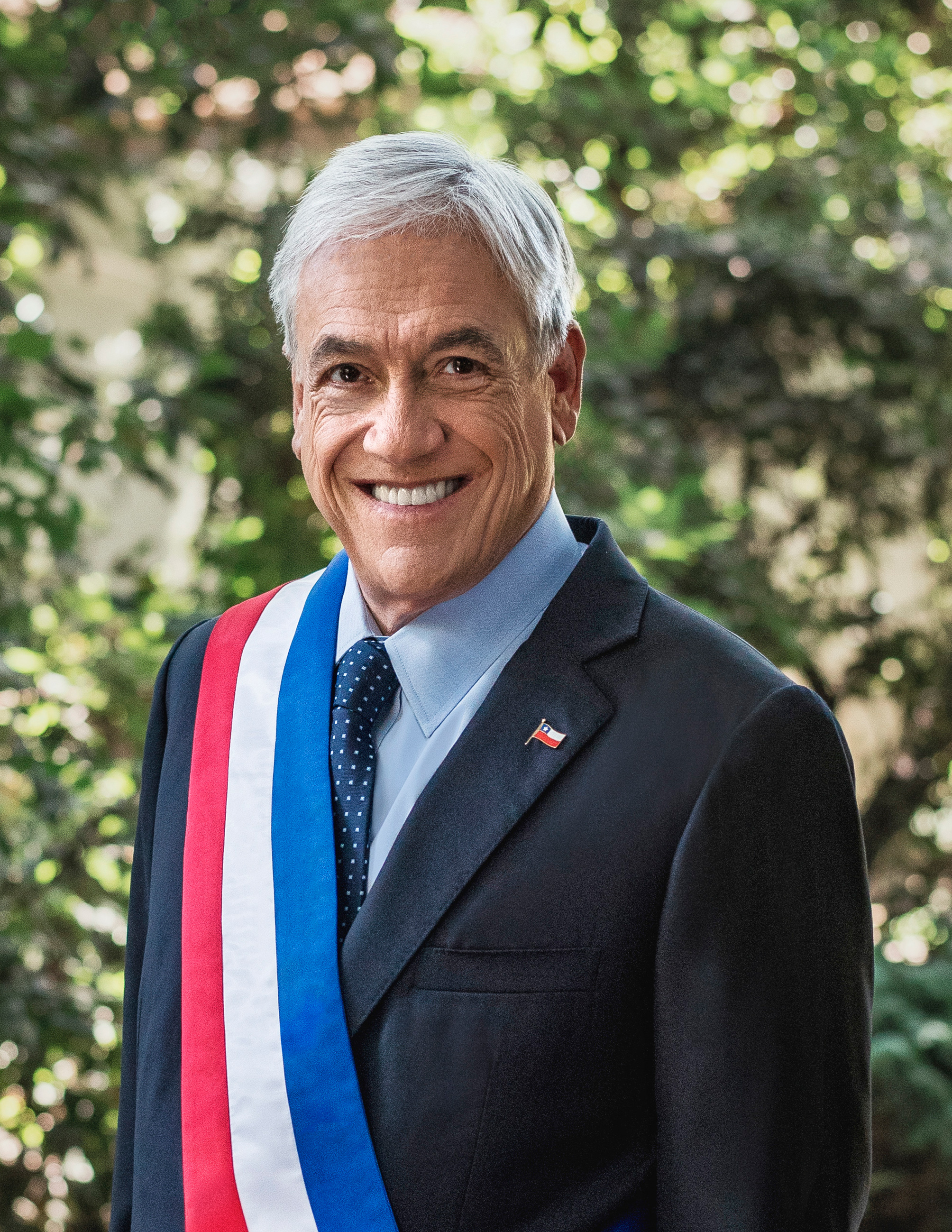
الرئيس التشيلي السابق سيباستيان بينييرا (1949-2024؛ في الصورة عام 2018)

## الحادث

خريطة تحطم مروحية بحيرة رانكو التي توفي فيها سيباستيان بينييرا

كان سيباستيان بينييرا يمتلك مسكناً في منطقة خليج كويكي في بلدية فوترونو. في 6 فبراير 2024، حضر غداءً مع أخته ماغدالينا، ورجل الأعمال إغناسيو غيريرو، وابنه باوتيستا في منزل رجل الأعمال خوسيه كوكس في قطاع إيليوي في بلدية لاغو رانكو. قاد بينييرا مروحيته من طراز روبنسون آر44 رافن الثانية ذات التسجيل CC-PHP، عبر البحيرة من مسكنه. بعد الغداء، وأثناء بدء رحلة العودة، فقدت المروحية السيطرة على بعد أمتار قليلة من الشاطئ، وتلامست مع سطح الماء وانقلبت في بحيرة رانكو في قطاع إيليوي بالقرب من موقع الإقلاع. تلقت شرطة تشيلي بلاغاً عن التحطم في الساعة 14:57 (ت ع م−03:00)، مع تقارير أولية تشير إلى وفاة واحدة وثلاثة ناجين.
لاحظ المقربون من الرئيس السابق أن رؤية المركبة ربما كانت محدودة بسبب ضبابية النوافذ. مر أقل من 40 دقيقة بين مكالمة التنبيه وتسليم جثة بينييرا إلى الشرطة. أخبرت الوزيرة السابقة كارلا روبيلار الصحافة أنه وفقاً لأخته ماغدالينا، التي كانت على متن المروحية، كانت كلماته الأخيرة: "اقفزوا أنتم أولاً، لأنني إذا قفزت معكم، ستسقط المروحية علينا جميعاً."
تم انتشال جثة بينييرا بواسطة البحرية التشيلية من عمق 28 م (92 قدم). تم تأكيد وفاته حوالي الساعة 17:00 من خلال بيان من مكتبه الصحفي وبيان من وزيرة الداخلية والأمن العام، كارولينا توها. أكدت المديرية العامة للطيران المدني أن الركاب الثلاثة الآخرين في الطائرة نجوا. في وقت التحطم، كانت هناك عاصفة قوية في المنطقة. وفقاً لصحيفة لا ناسيون، نجا بينييرا من التحطم نفسه، لكن الاصطدام أفقده الوعي وجعله غير قادر على إزالة حزام الأمان الخاص به، مما أدى إلى غرقه. تمكن رفاقه الثلاثة من السباحة إلى الشاطئ.